# Kościół w Skien
Kościół w Skien (nor. Skien kirke/Skien kyrkje) – luterańska świątynia parafialna w norweskim mieście Skien, siedziba prepozyta regionalnego.

## Historia
Na miejscu obecnego kościoła wcześniej znajdowała się wzniesiona w 1783 niewielka, kamienna świątynia, zwana Christianskirken (pl. kościół Chrystiana). Obecny budynek konsekrowano 31 sierpnia 1894 roku. Budowę, którą prowadzono według projektu Hagbartha Martina Schyttego-Berga,  wspomogła gmina miejska, która zapłaciła niego 415 000 koron. Stary, kamienny kościół spłonął w 1886 roku podczas pożaru miasta. W 1969 odbyła się renowacja wnętrza nowego kościoła, a w 1985 odrestaurowano wieże.

## Architektura i wyposażenie
Świątynia neogotycka, trójnawowa, z jednonawowym transeptem, w którym po obu stronach znajduje się empora. Znajduje się na osi Henrik Ibsens Gate i swoją fasadą zamyka od północy jej perspektywę. Budowla ma długość 47 metrów i wysokość 68 metrów. Wnętrze zdobi ołtarz z obrazami przedstawiającymi czterech ewangelistów oraz Jezusa Chrystusa. Na południowej emporze znajdują się 70-głosowe organy z 1954 roku, drugie co do wielkości w Norwegii. We wieżach kościoła zawieszone są cztery dzwony, po dwa w każdej wieży.

## Galeria

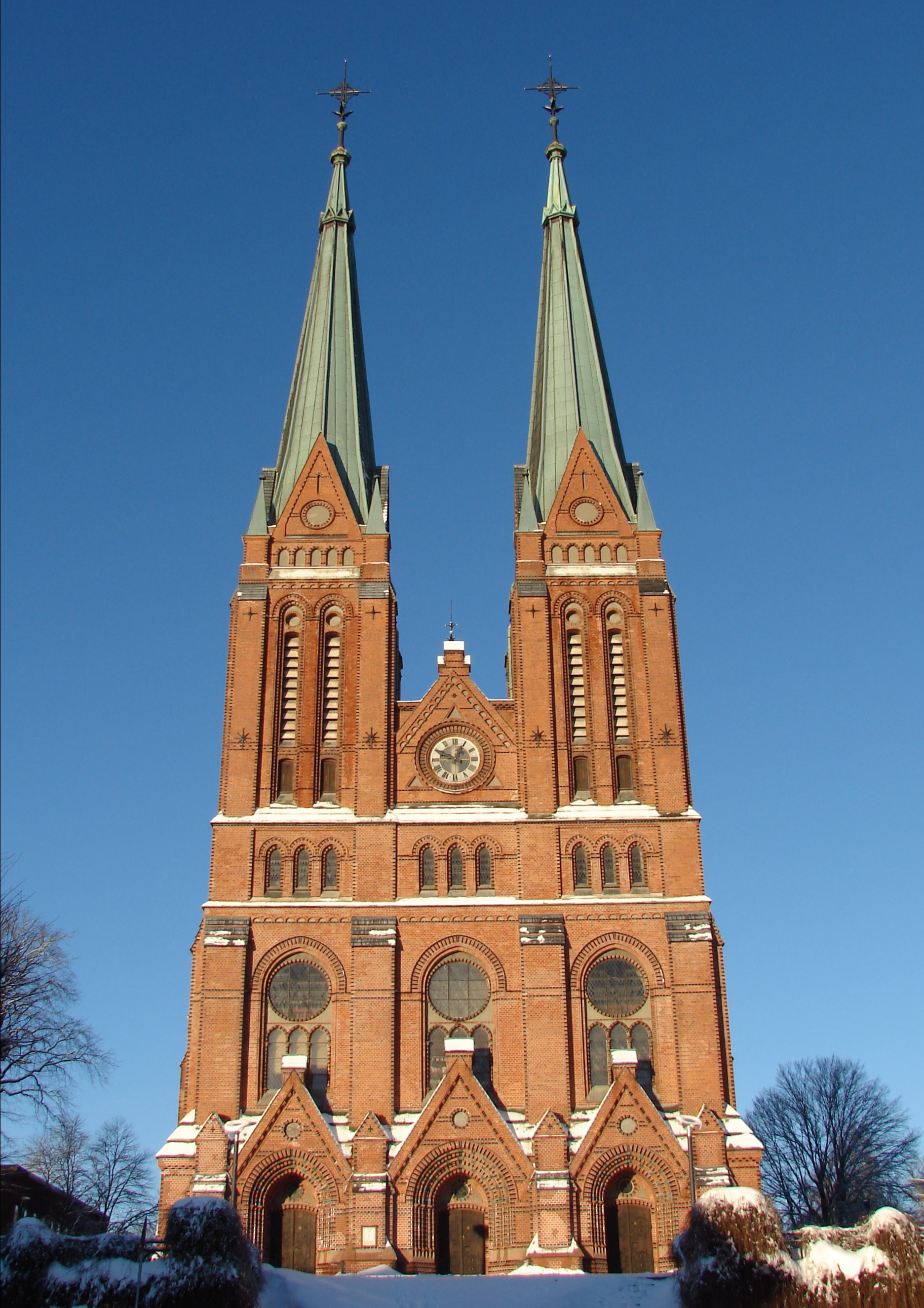
Fasada
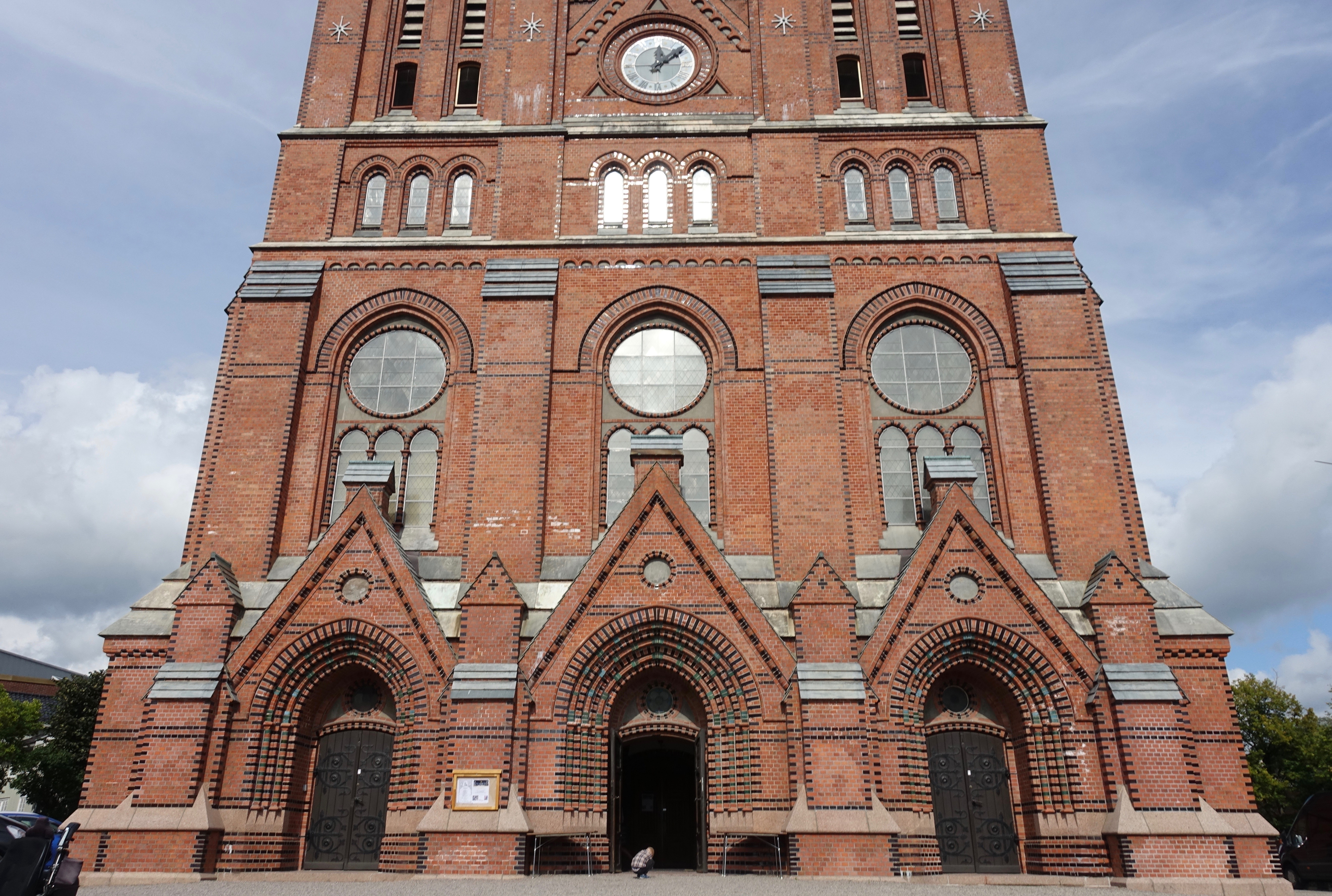
Trzy portale
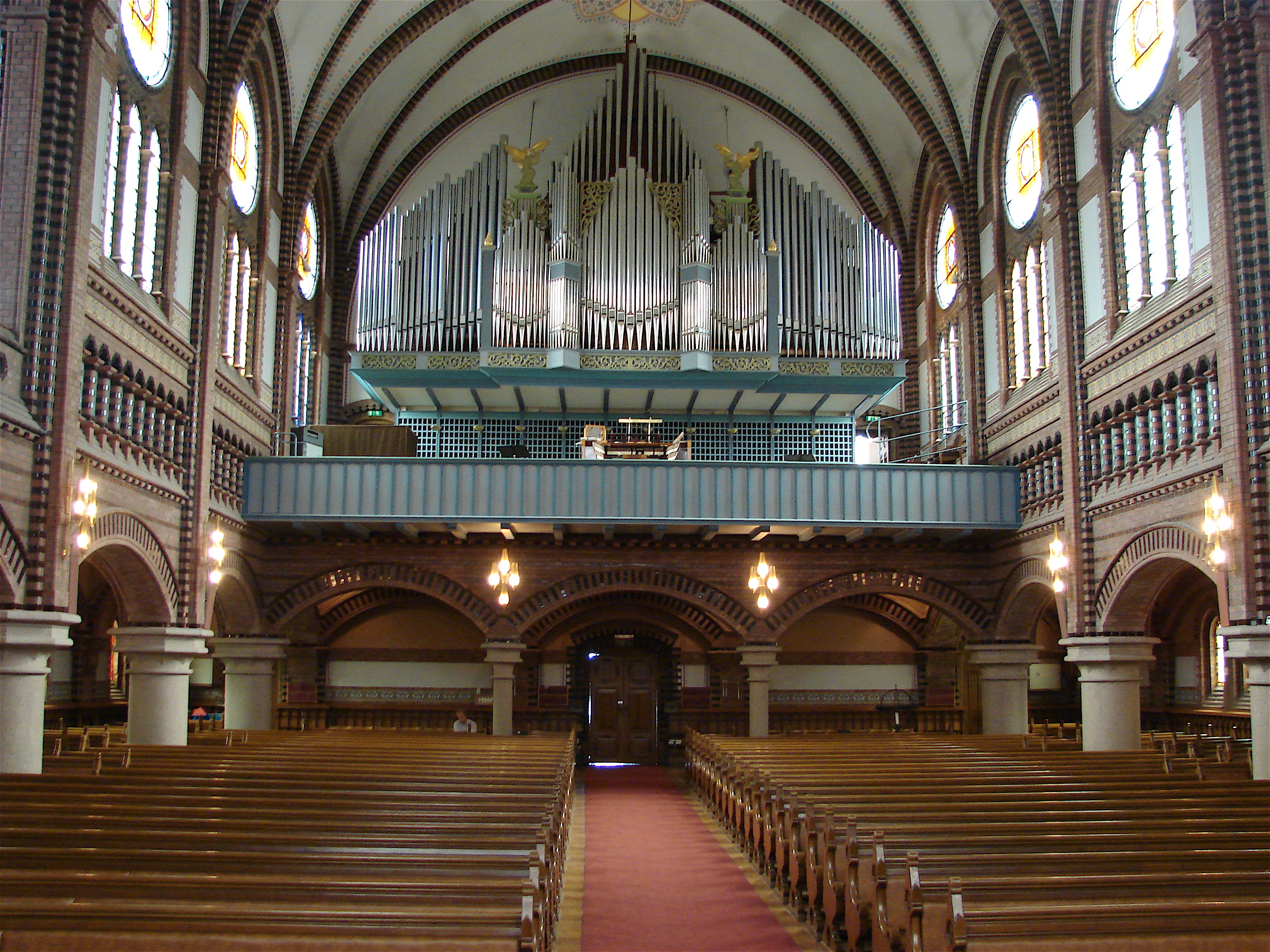
Nawa główna i organy
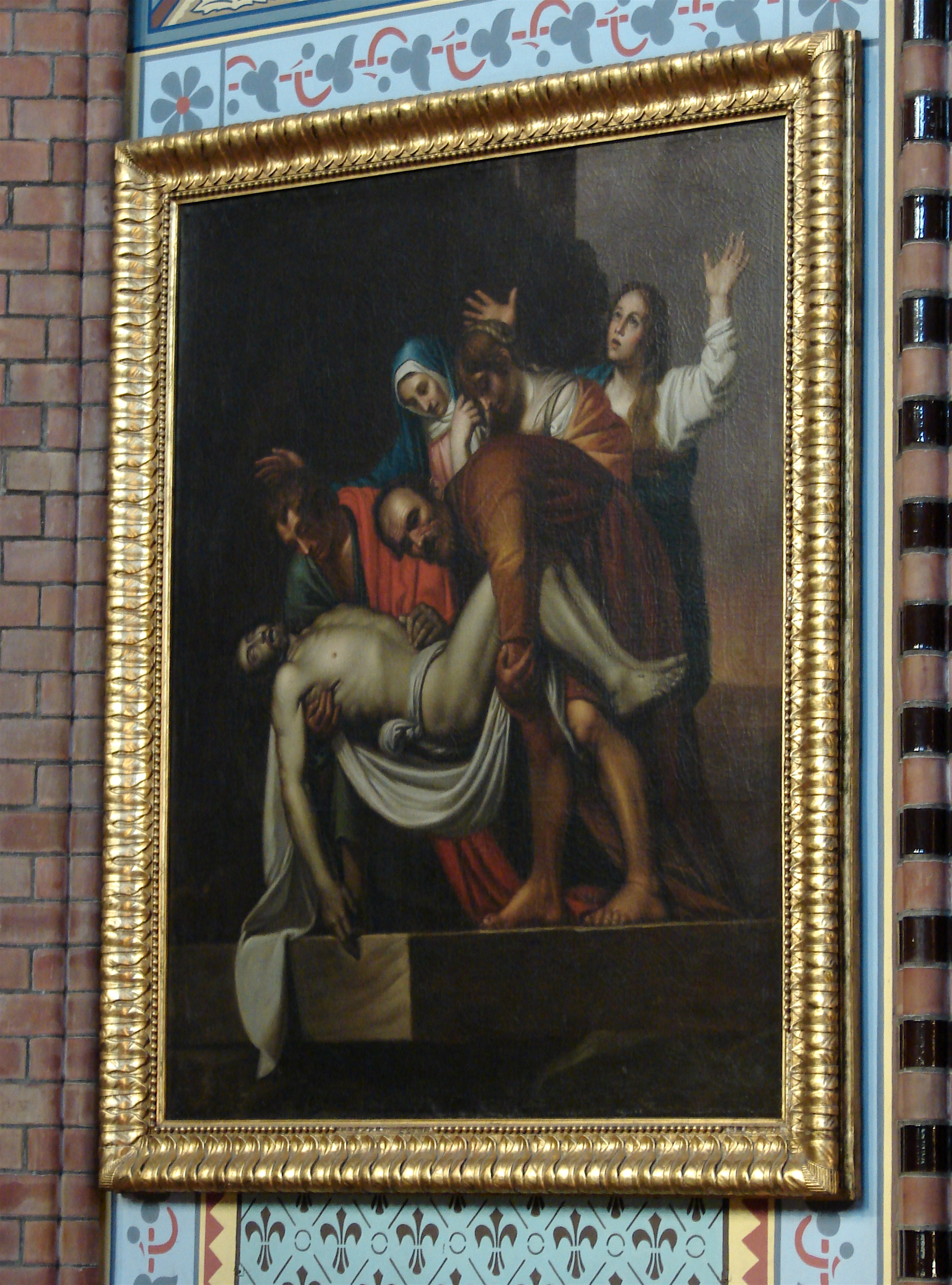
Kopia obrazu Caravaggia Złożenie do grobu
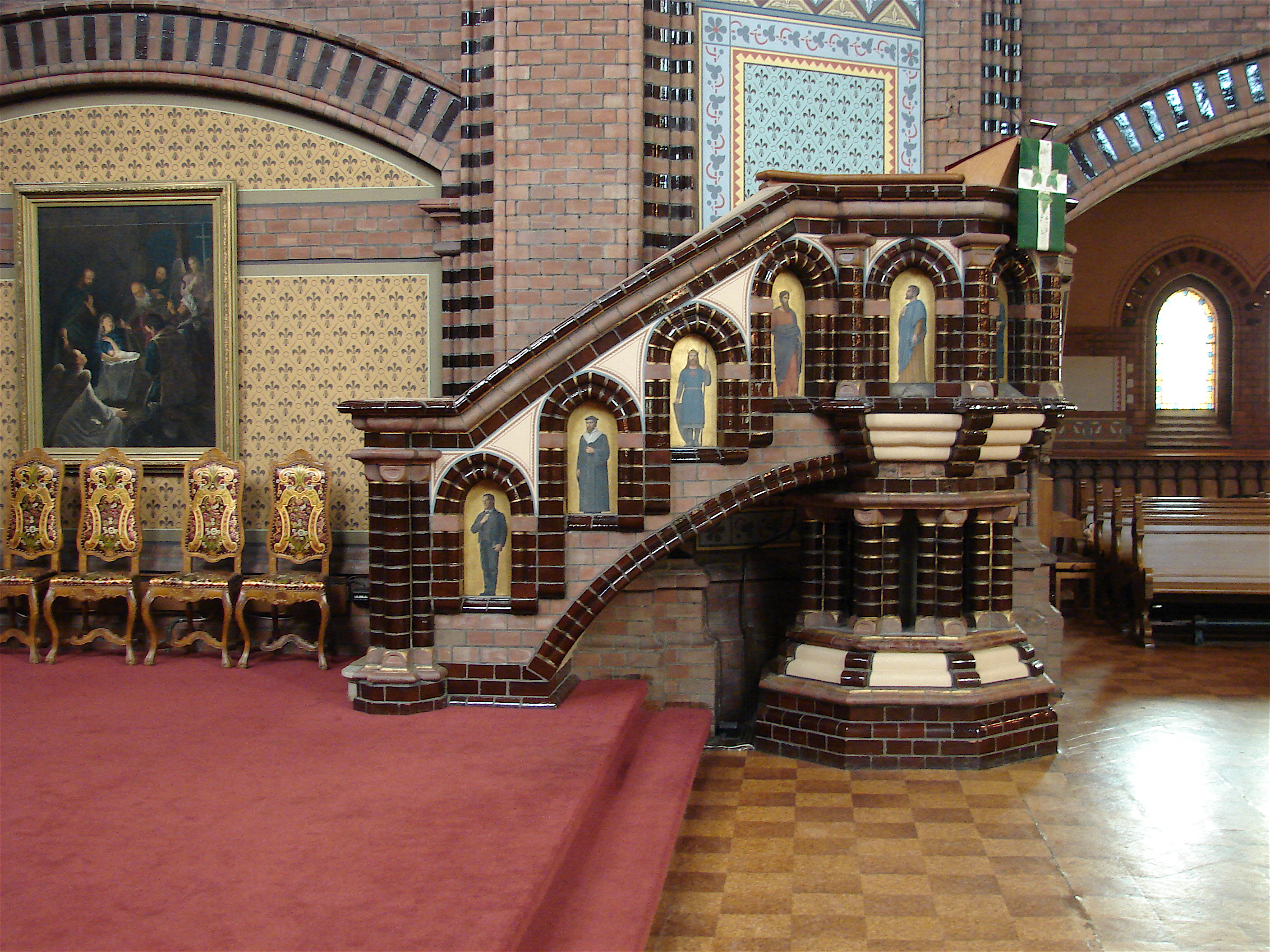
Ambona
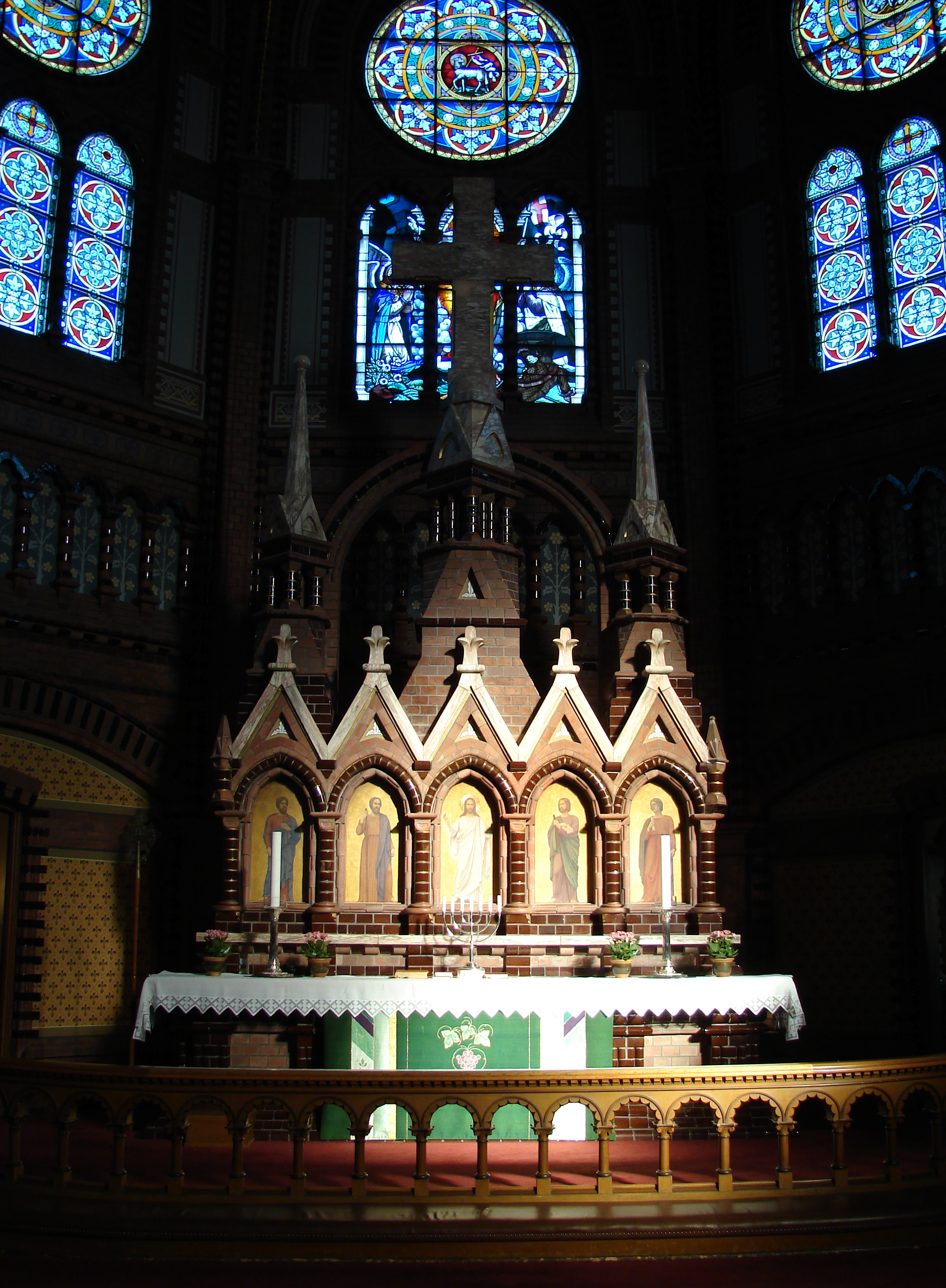
Ołtarz główny